# Алкантара (Бразилія)
2°24′32″ пд. ш. 44°24′54″ зх. д. / 2.40889° пд. ш. 44.41500° зх. д.
Алкантара (порт. Alcântara) — муніципалітет в Бразилії, входить у штат Мараньян. Складова частина мезорегіону, Північ штату Мараньян. Входить в економіко-статистичний мікрорегіон Літорал-Осідентал-Мараньенсі. Населення становить 22 550 чоловік на 2006. Займає площу 1 483,232 км². Щільність населення — 15,2 чол./Км².

## Історія
Алкантара заснована французькими дослідниками в 16-му столітті. Алкантара дещо згодом була завойована португальцями, які використовували невелике село як основний майданчик для підготовки взяття Сан-Луїса з голландцями в 1646 році.
Місто було оголошено урядом Бразилії, як Національна історична спадщина. Економіка міста базується в основному на туризмі та рибальстві. Місто засноване 22 грудня 1948.
Алкантарі судилося стати ядром космічної галузі Бразилії.
У 1982 р. був розроблений проект космічного центру «Алкантара» (СЕА). Будівництво центру почалося в 1983 р. Майже 300 млн дол. витрачено на створення необхідної інфраструктури. Офіційне відкриття СЕА відбулося в лютому 1990 р. Космічний центр «Алкантара» розташований в штаті Мараньян. Він займає площу 620 кв.км, обмежену з півночі і сходу Атлантичним океаном.
Кліматичні умови в районі розміщення СЕА вельми сприятливі: безхмарна суха погода протягом більшої частини року, з середньорічною температурою 26 град С, чітко виражений період тропічних злив, стійка троянда вітрів, сила яких не виходить за межі допустимого для запуску ракет.
У космічному центрі «Алкантара» розміщені стартові комплекси твердопаливних дослідних висотних ракет зі стартовою масою до 10 т. З 1989 р. здійснено 256 успішних запусків метеорологічних і зондувальних ракет.
У 1994 р. спільно з НАСА був проведений запуск 36 ракет з метою дослідження середніх і верхніх шарів атмосфери. Ці успішні запуски зміцнили статус центру «Алкантара», збільшили його шанс стати учасником міжнародних програм.